# Salmanuskreuz

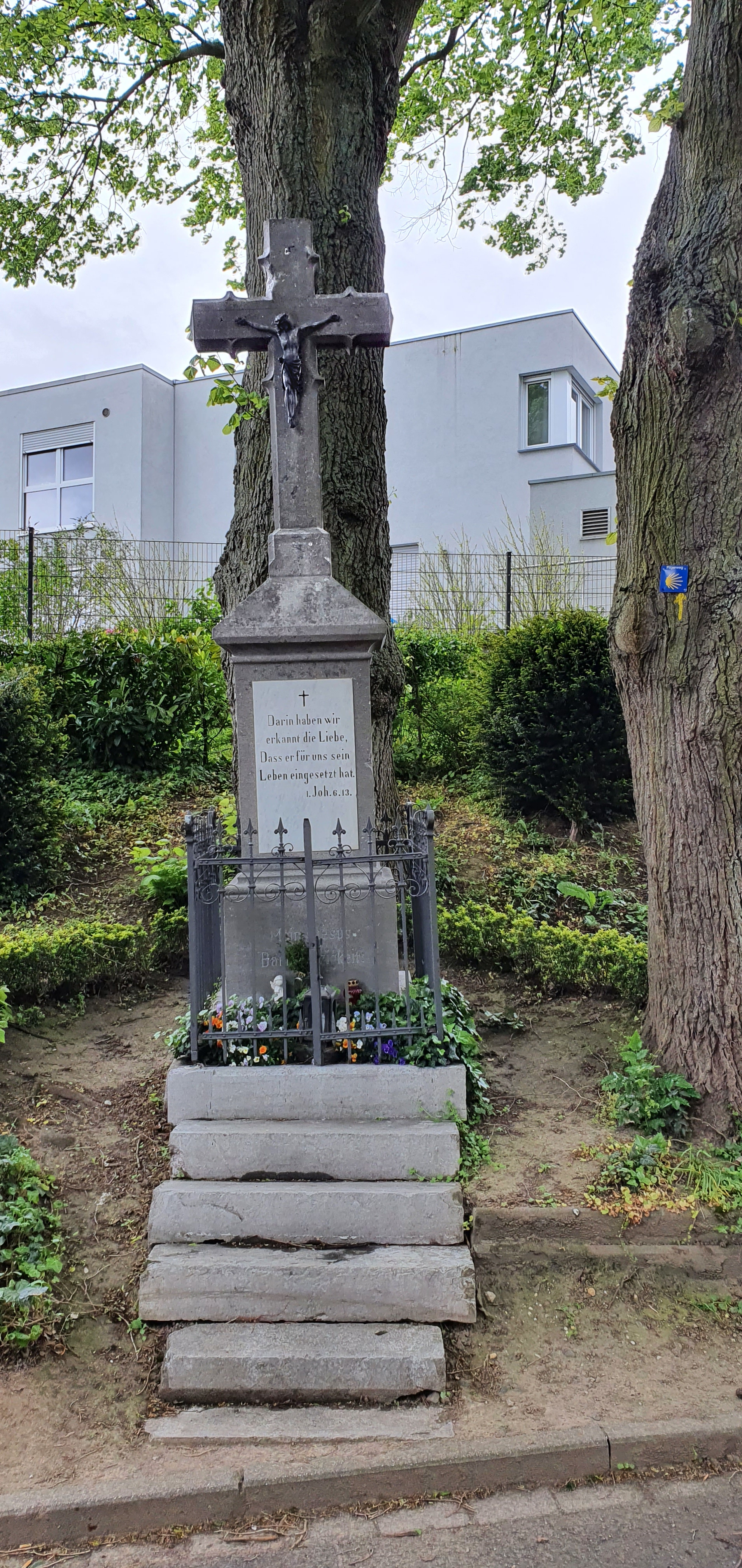
Salmanuskreuz

Das Salmanuskreuz steht am Ende der Salmanusstraße in Dobach, einem Stadtteil von Würselen in der Städteregion Aachen (Nordrhein-Westfalen).
Die Gesamtanlage steht seit dem 4. April 1984 unter der Nummer A 87/St unter Denkmalschutz.

## Lage
Die Kreuzanlage steht frei an einem leichten Hang, von drei Linden umgeben. Sie ist von einem Gitter eingefasst; fünf vorgelegte Stufen führen zu dem Kreuz hinauf, ein sechster Steinblock ist ebenerdig eingegraben.

## Beschreibung
Lagersockel, Unterbau mit Zwischensockel, Kreuzmittelstück mit Kranzgesims, Kreuz und Stufen sind aus Aachener Blaustein (Kalkstein), der Korpus ist aus Gusseisen.
Eine weiße Marmorplatte im Kreuzmittelstück trägt die Inschrift: „Darin haben wir erkannt die Liebe, Dass er für uns sein Leben eingesetzt hat. I.Joh.6.13.“
Eine weitere Inschrift ist in den Zwischensockel eingemeißelt: „Mein Jesus Barmherzigkeit!“ Ferner ebenfalls im Zwischensockel auf der rechten Seite eingemeißelt steht: „gewidmet von Jos. Quanten 1902 – H. Meesen, Würselen“. H. Meesen war der Steinmetz aus Würselen.
Die Kreuzanlage ist ca. 3,70 Meter hoch.
Der Korpus ist vollplastisch, das Haupt trägt eine Dornenkrone und ist nach rechts unten geneigt. Der Korpus misst 60 Zentimeter.

## Geschichte
Würselen wird erstmalig 870 unter dem Namen Uuormsalt im Goldenen Buch der Abtei Prüm urkundlich erwähnt. Salmanus soll ein Einsiedler und Missionar aus dem Kreis des bretonischen Einsiedlers Jodokus gewesen sein und im 7. Jahrhundert gelebt haben. Über sein Leben liegen keine gesicherten Nachrichten vor. In Dobach soll er sich niedergelassen und die Menschen zum Christentum geführt haben. Schon zu Lebzeiten suchten die Menschen ihn bei gesundheitlichen Problemen auf. Seine Einsiedelei war an einer Quelle (Dobachquelle, auch Salmanusquelle) gelegen. Salmanus erkrankte selbst an Husten, starb hier und wurde hier begraben; später wurde dort eine reich dotierte Kapelle errichtet. Er wurde bei Erkrankungen der Atemwege, Husten, Atemnot und Lungenleiden angerufen. Salmanus und Jodokus werden in Würselen besonders verehrt. In Weiden stand die Jodokuskapelle, die 1904 nach Fertigstellung der Kirche St. Lucia niedergelegt wurde.
Schon im Jahr 1487 wird die Salmanuskapelle erwähnt.
Im Mittelalter entwickelte sich eine Wallfahrt zum Grab des heiligen Salmanus. Am ersten Sonntag im Mai war Kirchweihfest. Jahrhundertelang war der erste Sonntag im Mai für das gesellschaftliche und kirchliche Leben in Würselen von großer Bedeutung.
Das Wasser der Quelle wurde als Heilwasser getrunken und mit nach Hause genommen.
1802 hatte der Bischof von Aachen Marc-Antoine Berdolet die Kirchen und Kapellen in Weiden und Umgebung besucht. Er versuchte die Pfarreien neu einzuteilen (1804, 1806, 1807). Dobach kam zur Pfarre in Weiden, wo der heilige Jodokus verehrt wurde. Die baufällige Salmanuskapelle wurde 1802 aufgehoben, die Kopfreliquie des heiligen Salmanus kam nach Aachen. Sie wurde im Aachener Dom ausgestellt und am 27. April 1805 feierlich in die neu zur Pfarrkirche erhobenen Kirche St. Jodocus (vormals Jodocuskapelle) nach Weiden überführt. 1818 schließlich wurde die Salmanuskapelle niedergelegt.
Im Jahr 1815 verlieh Papst Pius VII. durch Breve vom 16. Juni 1815 der Pfarrkirche Weiden für ewige Zeiten vollkommene Ablässe zum ersten Sonntag im Mai, dem Fest des h. Beichtigers Salmannus, welcher als ein mächtiger Fürsprecher bey Gott gegen das Husten angerufen wird.
In den Wirren des Kriegsendes im Jahre 1945 ging das Kopfreliquiar verloren.
Die Kreuzanlage wurde 1902 errichtet. Bis 1818 stand hier die Salmanuskapelle. Sie war 1802 geschlossen worden.

## Sonstiges
Der große alte Lindenbaum mit dem Jakobswegzeichen steht am Jakobsweg, der von Dortmund – Düsseldorf – Neuss kommend über Jülich zum Aachener Dom führt und weiter nach Maastricht und/oder Lüttich durch Belgien (als „Via Mosana“) Richtung Frankreich und schließlich nach Santiago de Compostela; Spanien.
Die Salmanuskapelle mit ihrer Quelle lag an der Aachen-Frankfurter Heerstraße, die auch Krönungsstraße genannt wird. Hier zogen die in Frankfurt am Main gewählten Könige und Kaiser nach Aachen zur Krönung in den Dom.